# Shonan Maru No.2 (schip, 1972)
De Shonan Maru 2 (Japans: 第2昭南丸, Daini Shōnan Maru) is een Japanse walvisvaarder (harpoenschip) van het Japanse onderzoeksinstituut Institute of Cetacean Research (ICR). Het is het zusterschip van de Shonan Maru 1.

## Functie
De Shonan Maru 2 harpoeneerde walvissen met behulp van een harpoenkanon. Vaak wordt de kop van de harpoen voorzien van een granaat, die de walvis bij penetratie ernstig verzwakt en uiteindelijk doodt. De Shonan Maru 2 versleepte de walvis hierna naar een fabrieksschip dat de walvis slacht en invriest. Tegenwoordig heeft het schip een waterkanon op de plaats van het harpoenkanon en fungeert het als veiligheidsschip.

## Aanvaring met de Ady Gil
Op 6 januari 2010 kwam de Shonan Maru 2 in aanvaring met de Ady Gil, een boot van de actiegroep Sea Shepherd. Bij de botsing brak de neus van de Ady Gil af. Een bemanningslid liep hierbij een ribbreuk op. De Ady Gil zonk 2 dagen later, op 8 januari 2010, na verschillende pogingen tot berging van het schip.
Het Institute of Cetacean Research en Sea Shepherd beschuldigen elkaar van schuld aan de aanvaring. Het Institute of Cetacean Research zegt dat ze alles zullen doen om hun bemanning te beschermen en dat verdere botsingen niet uitgesloten zijn. Sea Shepherd staat er bekend om schepen te rammen en heeft al diverse schepen tot zinken gebracht. Zowel Nieuw-Zeeland als Australië hebben aangekondigd een onderzoek te starten naar de toedracht. De Sea Shepherd Society heeft een aangifte gedaan van piraterij bij het Nederlands gerechtshof, omdat een van de bemanningsleden van de Ady Gil een Nederlander is, en omdat het moederschip (de Steve Irwin) in Nederland geregistreerd staat.
De kapitein van de Ady Gil, Pete Bethune, is door de Japanners gearresteerd. Op 7 juli 2010 werd Bethune door een Japanse rechtbank veroordeeld tot twee jaar voorwaardelijke gevangenisstraf met een proeftijd van vijf jaar.
Pether Bethune claimt in een open brief op zijn facebookpagina dat hij, onder druk van kapitein Watson, de Ady Gil expres heeft laten zinken na de aanvaring met de Japanse Walvisvaarder om sympathie voor Sea Sheperd te wekken.
Walvisfabrieksschip:
Nisshin Maru

Harpoenschepen:
Shonan Maru 2 · Yushin Maru · Yushin Maru No.2 · Yushin Maru No.3

Ondersteunend vaartuig:
Hiyo Maru · Kaiko Maru